# Casa Lamaignere
La Casa Lamaignere es un edificio situado en la Explanada de España número 3 de la ciudad de Alicante, Comunidad Valenciana (España). 

## Edificio
Es una construcción residencial creada en 1918, obra del arquitecto alicantino Juan Vidal Ramos. Ubicada contigua a la casa Carbonell, obra proyectada en 1925 por el mismo arquitecto y que realizaría con posterioridad. Presenta elementos arquitectónicos historicistas y del modernismo valenciano.
Fue construida a instancias del empresario José Lamaignere Rodes destinadas a viviendas de alquiler, reservándose el entresuelo para comercios y para las oficinas de sus propias empresas. Consta de planta baja y seis alturas. 
Puede observarse ornamentación de estilo modernista en la parte inferior de los balcones y ventanales tanto de la fachada como en el mirador que hace chaflán. En las sucesivas reformas la fachada ha perdido parte de su aspecto original. En el año 2014 la fachada del edificio fue rehabilitada.